# 托尼·布鲁克斯
查尔斯·安东尼·斯坦迪什·布鲁克斯（英語：Charles Anthony Standish Brooks，1932年2月25日—2022年5月3日）是一名英国的赛车手。他参加过39场一级方程式世界锦标赛大奖赛，取得过6次胜利，10次登上领奖台，生涯積分共75分。布鲁克斯也是自1923年以来第一个驾驶英国赛车赢得大奖赛的英国车手。